# Nanteuil-lès-Meaux
Nanteuil-lès-Meaux ist eine französische Gemeinde mit 7054 Einwohnern (Stand 1. Januar 2022) im Département Seine-et-Marne in der Region Île-de-France. Sie gehört zum Arrondissement Meaux und zum Kanton La Ferté-sous-Jouarre. Ihre Einwohner werden Nanteuillais genannt.

## Geographie
Die Marne begrenzt die Gemeinde im Norden. Umgeben wird Nanteuil-lès-Meaux von den Nachbargemeinden Meaux im Norden, Fublaines im Nordosten, Boutigny im Südosten und Mareuil-lès-Meaux im Westen.
Die Route nationale 36 führt am westlichen Rand der Gemeinde entlang.

## Bevölkerungsentwicklung
| Jahr      | 1962 | 1968 | 1975 | 1982 | 1990 | 1999 | 2006 | 2017 |
| Einwohner | 2181 | 2431 | 2828 | 2920 | 4339 | 5009 | 5278 | 6160 |

## Gemeindepartnerschaften
Mit der deutschen Stadt Fridingen an der Donau in Baden-Württemberg besteht seit 1987 eine Partnerschaft.

## Sehenswürdigkeiten
- Protestantische Kirche (le temple) aus dem 19. Jahrhundert
- Kirche Saint-Georges aus dem 18. Jahrhundert

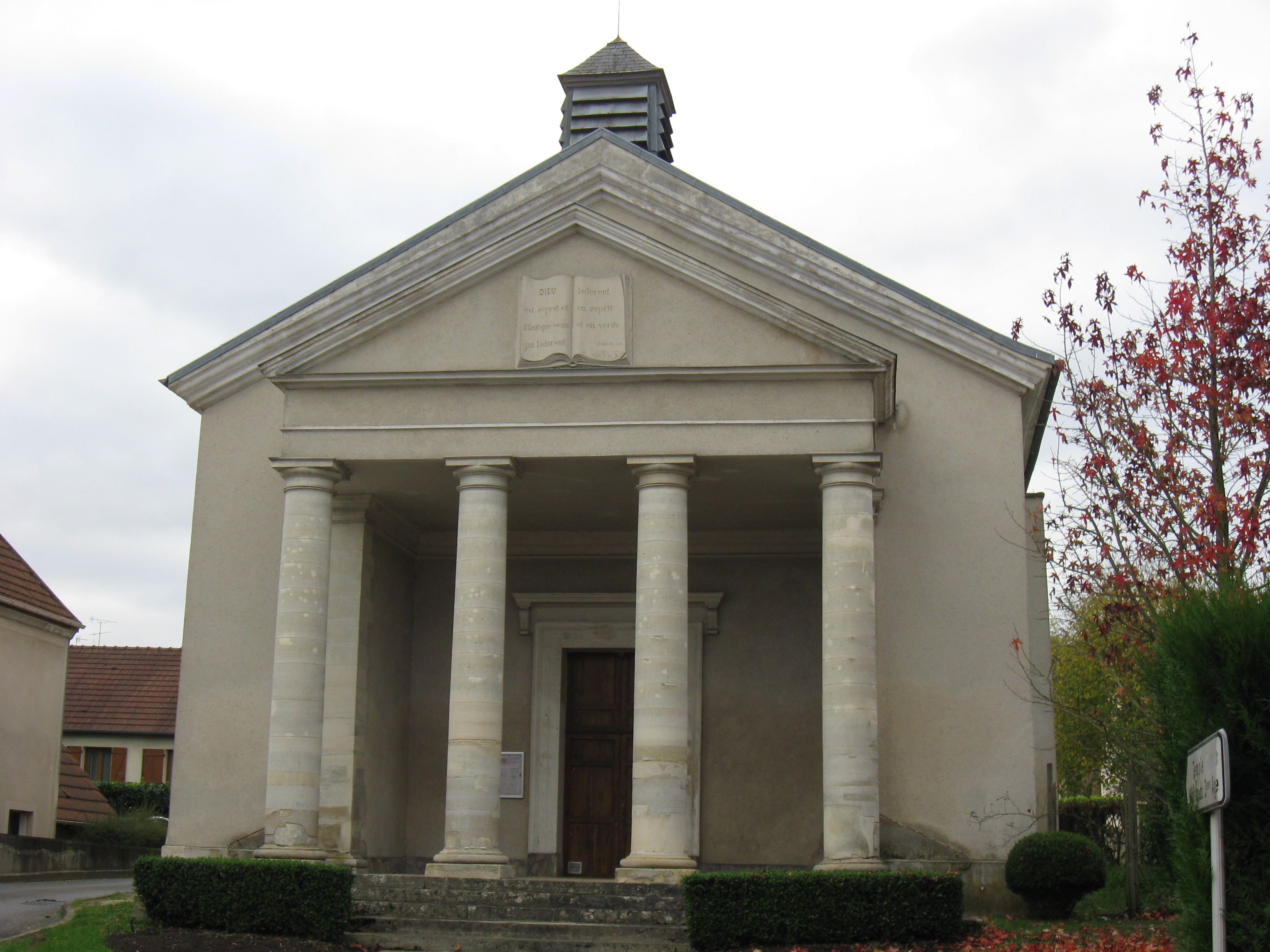
Protestantische Kirche